# Pregny-Chambésy
Pregny-Chambésy (toponimo francese; fino al 1960 ufficialmente Pregny) è un comune svizzero di 3 970 abitanti del Canton Ginevra.

## Geografia fisica
Pregny-Chambésy si affaccia sul Lago di Ginevra.

## Storia
Il comune di Pregny-Chambésy è stato istituito nel 1816.

## Monumenti e luoghi d'interesse

### Architetture religiose

La chiesa cattolica di Santa Petronilla

- Chiesa cattolica di Santa Petronilla, attestata dal 1481 e ricostruita nel 1862-1863[1];
- Cappella riformata di Chambésy, eretta nel 1901[1];
- Centro ortodosso del Patriarcato ecumenico, eretto nel 1966[1].

### Architetture civili

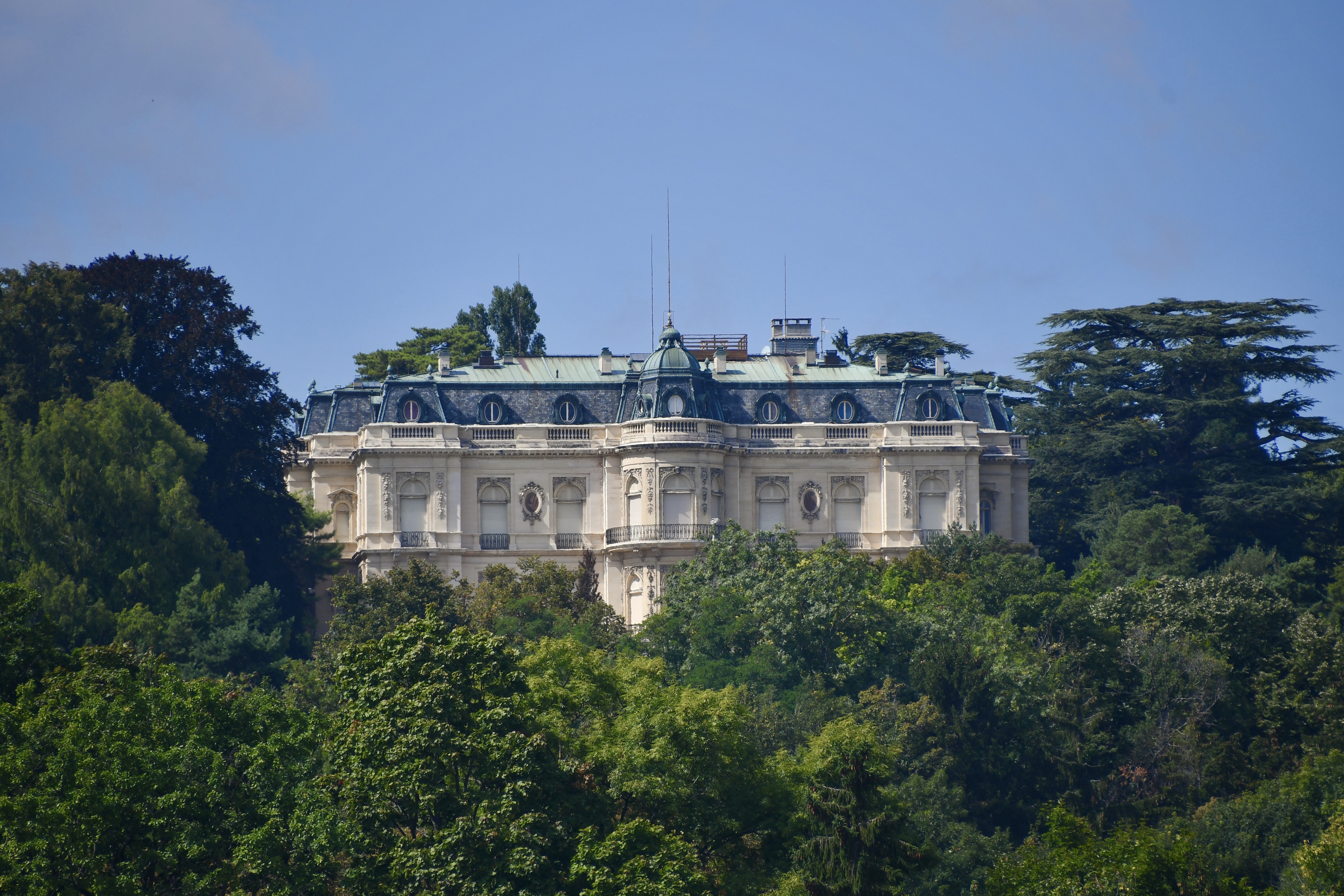
Il castello di Pregny

- Castello di Penthes, eretto nel XVIII secolo[1];
- Tenuta Le Reposoir, eretta nel 1755[1];
- Tenuta La Fenêtre, eretta nel 1820-1822[1];
- Castello di Pregny (o Castello Rothschild), eretto nel 1858-1860[1];
- Villa Perrot, eretta nel 1881-1883.

## Società

### Evoluzione demografica
L'evoluzione demografica è riportata nella seguente tabella:
Abitanti censiti

## Geografia antropica

### Frazioni
Le frazioni di Pregny-Chambésy sono:
- Chambésy-Dessous
- Chambésy-Dessus
- Le Vengeron[senza fonte]
- Roilbot
- Tonkin[senza fonte]

## Amministrazione
Ogni famiglia originaria del luogo fa parte del comune patriziale che ha la responsabilità della manutenzione di ogni bene comune.

## Infrastrutture e trasporti

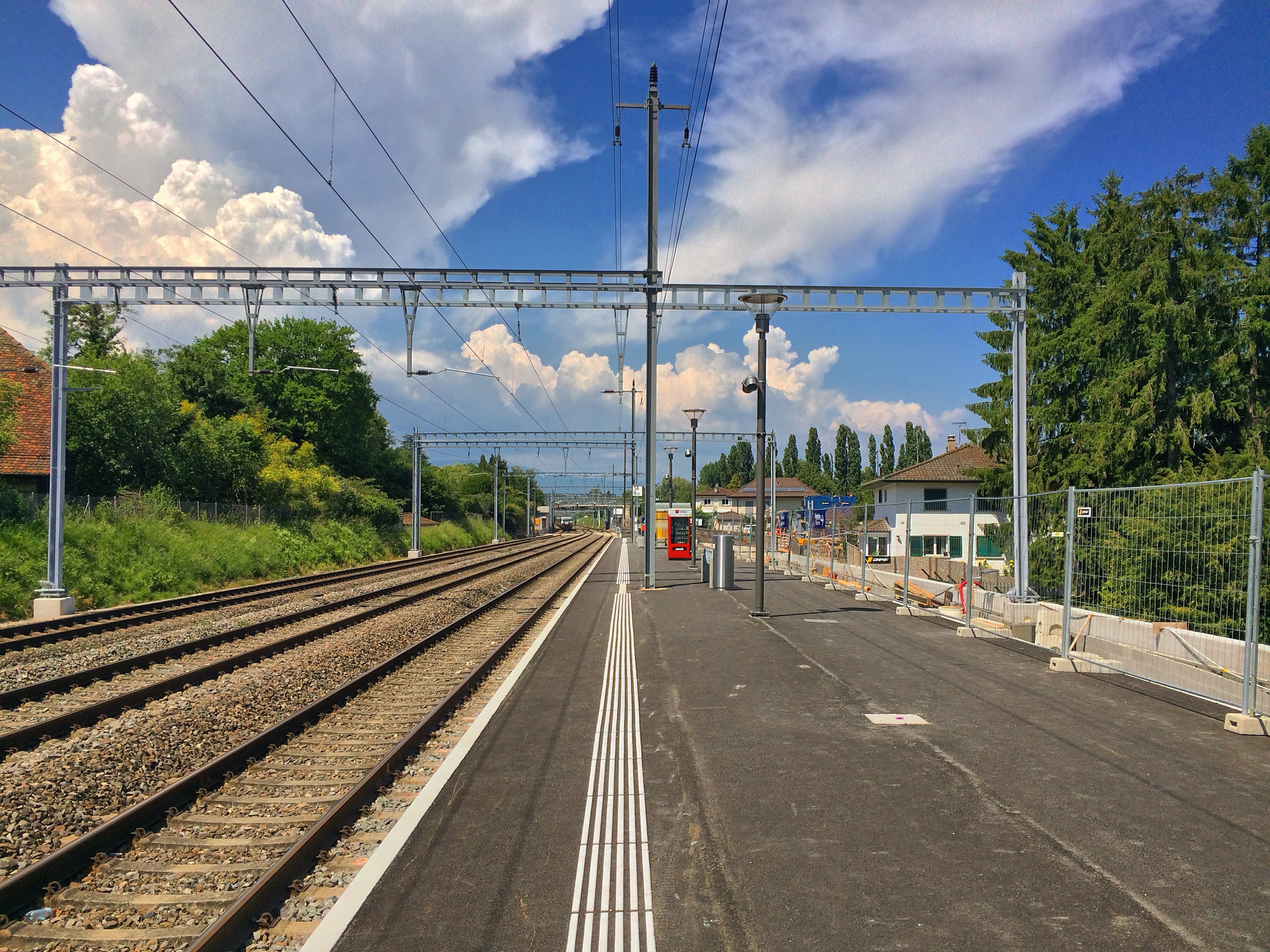
La stazione di Chambésy

Pregny-Chambésy è servito dalla stazione di Chambésy sulla ferrovia Losanna-Ginevra.